# Los cortometrajes de Pixar - Volumen 1
Pixar Short Films Collection - Volume 1 (en Latinoamérica Los cortometrajes de Pixar - Volumen 1) es un DVD y Blu-ray lanzado por Walt Disney Home Entertainment que muestra todas los cortometrajes de Pixar desde 1986 hasta 2007, además de un corto de Pixar a principios de cuando todavía era el departamento de informática de Lucasfilm.

## Cortometrajes incluidos
- Las aventuras de André y Wally B.
- Luxo Jr.
- Red's Dream
- Tin Toy
- Knick Knack
- Geri's Game
- For the Birds
- Mike's New Car
- Boundin'
- Jack-Jack Attack
- One Man Band
- Mate y la luz fantasma
- Lifted
- Your Friend the Rat

## Otras características
"Los cortos de Pixar: Una historia corta" - un documental de 23 minutos en el inicio de Pixar y sus primeros cortos. Se incluyen entrevistas con John Lasseter, Eben Ostby, Ed Catmull, Alvy Ray Smith, William Reeves y más. 
Una serie de cuatro cortos de Pixar rara vez se ve producido por Sesame Street. Son "Sorpresa", "ligero y pesado," "arriba y abajo" "y el Frente" y volver". Cuentan con los personajes de Luxo Jr..
La versión japonesa también incluyó "La historia de Pixar", un documental de Leslie Iwerks.

### Huevos de Pascuadel DVD
Luxo Jr. pruebas de lápiz - Huevo de Pascua de acceso mediante el "Bricando" icono de las películas "corto" de la página.
"Las banderas y las olas", un cortometraje realizado por William Reeves y Alain Fournier en 1986 para probar las características de la animación por ordenador. Este huevo de Pascua se puede encontrar pulsando con el botón derecho en su remoto de DVD cuando el "Inglés" de selección en la página Opciones de audio está activada.
"Beach Chair", un cortometraje realizado por Eben Ostby en 1986 para probar las características de la animación por ordenador. Este huevo de Pascua se puede ver mediante la selección de un icono oculto por encima del "Inglés para personas con discapacidad auditiva" en la página de selección de subtítulos.

### Huevos de Pascuadel Blu-Ray
En la versión en Blu-Ray, todo lo anterior los huevos de Pascua se puede acceder al desplazarse por la lista de cortometrajes con el botón hacia arriba del mando a distancia (en lugar de la izquierda o derecha).
Un icono de la lámpara Luxo aparece sobre "El Sueño de Red" para acceder a las pruebas de Luxo Jr. alambre.
Un icono de la bandera aparece encima de "Tin Toy" para acceder a "Banderas y Olas".
Un icono aparece encima de la silla "El Juego de Geri" para acceder a "Beach Chair".